# Мюфиде Кадри
Мюфиде Кадри Ханъм (на турски: Müfide Kadri; 1889/1890, Истанбул – 1912 г., Истанбул) е турска художничка и композитор. Една от първите жени-художници в Турция и първата жена, която става професионална учителка по рисуване в Османската империя. Тя рисува предимно портрети и сцени с хора.

## Биография
Мюфиде губи майка си, докато все още е дете. Тя е взета за дъщеря от далечен роднина на Кадри бей, който няма деца. Тя е обучавана у дома си от преподаватели, които откриват нейния артистичен талант.
Мюфиде започва сериозно да се занимава с рисуване на десетгодишна възраст и взима уроци при Осман Хамди бей. След това на рисуване и акварел я учи Салваторе Валери (1856 – 1946), професор в училището по изкуства „Санайи и Нефис Мектеби“. Тя също така се научива да свири на пиано, цигулка и традиционни инструменти като уд и кеманча.
По настояване на Хамди бей тя изпраща няколко картини на изложба в Мюнхен, където те са отличени със златни медали. Скоро след това тя става преподавател по музика в Истанбулското девическо училище. Дава уроци по рисуване на дъщерята на Абдул Хамид II в двореца „Адиле Султан“. В рамките на този период тя също така съчинява музика по текстове на различни поети, които са публикувани в културни списания.
Скоро след демонстрацията на три нейни творби на голяма изложба, проведена в Истанбул от оперното общество през 1911 г., тя е диагностицирана с туберкулоза. Диагнозата идва твърде късно, за да може да бъде проведено ефективно лечение, и Мюфиде умира на следващата година. След нейната смърт четиридесет нейни картини са продадени в полза на „Османското общество на художниците“.
Погребана е в гробището Каракаахмет. На нейния надгробен камък е изсечен надпис на известния калиграф Исмаил Хакъ Алтънбезер. Нейният живот служи като вдъхновение за романа Son Eseri (Последната работа) на писателката Халиде Едип.

## Галерия
- Жена, четяща книга
- Жена, свиреща на уд
- Молещо се момиче
- Влюбени на плажа